# Кидуэлл, Клара
Клара Сью Кидуэлл (англ. Clara Sue Kidwell, род. 8 июля 1941, Талекуа (Оклахома), Оклахома) — американская учёная, историк, феминистка и писательница индейского происхождения. Она зарегистрирована в Чокто-Нейшн Оклахомы и происходит от белых оджибве. Её считают «важной фигурой в развитии программ изучения американских индейцев». 

## Биография
Кидуэлл родилась в 1941 году в Талекуа, штат Оклахома. Кидуэлл выросла в Маскоги, штат Оклахома, и была названа в честь своих двух бабушек, с которыми у неё были очень близкие отношения в детстве. Её бабушка по отцовской линии помогала воспитывать её, пока родители Клары работали клерками в Бюро по делам индейцев. Кидуэлл связывает свою сосредоточенность на деталях с детским опытом, полученным от родителей, которые научили её делать копии всего, а также тому, как уделять пристальное внимание грамматике, с учителем старших классов Глэди Нанн. В 1959 году Кидуэлл окончила Центральную среднюю школу и поступила в Университет Оклахомы (OU). Степень бакалавра Кидуэлл получила в 1963 году. Будучи студенткой, она вошла в команду College Bowl, что позволило ей получить стипендию по истории науки после окончания университета и получения степени бакалавра. В 1966 году она получила степень магистра в Оклахомском университете. В 1970 году она наконец получила степень доктора философии в Университете Оклахомы.
Кидуэлл начала преподавать индеанистику в 1970 году в колледже Haskell Indian Junior College (ныне Университет индейских народов имени Хаскелла). Она проработала в этом колледже два года, а затем ушла оттуда, чтобы стать доцентом Калифорнийского университета в Беркли, где проработала до 1993 года. В Беркли её «исследования и публикации процветали», и она получала стипендии от Библиотеки Ньюберри и Смитсоновского института. В 1980 году она была приглашённым учёным и доцентом Дартмутского колледжа. После Беркли она пошла в новом направлении своей карьеры, заняв должность помощника директора по культурным ресурсам в Национальном музее американских индейцев. Она помогла перевезти миллион различных экспонатов из Музея американских индейцев Джорджа Густава Хейе (Нью-Йорк) в Вашингтон, округ Колумбия. В 1995 году она заняла постоянную должность в Университете Оклахомы в качестве директора программы по изучению коренных народов Америки. Она внесла свой вклад в статью «Коренные американцы: восстановление силы мысли женщины» в антологию 2003 года «Сестринство навсегда: Женская антология для нового тысячелетия» под редакцией Робин Морган.
В 2007 году Кидуэлл основала Американский индейский центр (AIC) в Университете Северной Каролины. Одной из её главных целей в AIC было установление контактов со многими восточными племенами, такими как племя Ламби в Северной Каролине и Внутриплеменной совет Кохари, которые по разным причинам не могут претендовать на федеральное признание в Бюро по делам индейцев. Под руководством Кидуэлл AIC добился успеха в Северной Каролине, увеличив число программ, направленных на образование, здравоохранение и защиту детей для этих признанных государством племён. Она также помогла повысить «видимость истории и культуры коренных народов в кампусе». Кидуэлл ушла с поста директора AIC в июне 2011 года.

## Избранная библиография
- Kidwell, Clara Sue (2009). American Indian Studies: Intellectual Navel Gazing or Academic Discipline?. The American Indian Quarterly. 33 (1): 1–17. doi:10.1353/aiq.0.0041. S2CID 161214774.
- Kidwell, Clara Sue. The Choctaws in Oklahoma: From Tribe to Nation, 1855–1970. — University of Oklahoma Press, 2008. — ISBN 978-0806140063.
- Kidwell, Clara Sue. Native American Studies / Clara Sue Kidwell, Alan Velie. — Lincoln, Nebraska : University of Nebraska Press, 2005. — ISBN 978-0803278295.
- Kidwell, Clara Sue. Native Americans: Restoring the Power of Thought Woman // Sisterhood is Forever[англ.]. — Washington Square Press, 2003. — P. 165–175. — ISBN 9780743466271.
- Kidwell, Clara Sue. American Indian Studies at the University of Oklahoma // Native American Studies in Higher Education: Models for Collaboration between Universities and Indigenous Nations. — Oxford, England : AltaMira Press, 2002. — P. 29–42. — ISBN 9780759101258.
- Kidwell, Clara Sue. A Native American Theology / Clara Sue Kidwell, Homer Noley, George E. Tinker. — Orbis Books, 2001. — ISBN 978-1570753619.
- Kidwell, Clara Sue. The Vanishing Indian Reappears in the College Curriculum // Next Steps: Research and Practice to Advance Indian Education. — Eric Clearinghouse on Rural, 1999. — P. 271–292. — ISBN 978-1880785218.
- Kidwell, Clara Sue. Choctaws and Missionaries in Mississippi, 1818–1918. — University of Oklahoma Press, 1997. — ISBN 978-0806129143.
- —— (1994). What Would Pocahontas Think Now?: Women and Cultural Persistence. Callaloo. 17 (1): 149–159. doi:10.2307/2932084. JSTOR 2932084. S2CID 163576497.
- —— (1992). Indian Women as Cultural Mediators. Ethnohistory. 39 (2): 97–107. doi:10.2307/482389. JSTOR 482389.
- Kidwell, Clara Sue. The Choctaws: A Critical Bibliography / Clara Sue Kidwell, Charles Roberts. — Indiana University Press, 1980. — ISBN 978-0253344120.
- —— (1978). The Power of Women in Three American Indian Societies. Journal of Ethnic Studies. 6 (3): 113–121.